# Murviel-lès-Montpellier
Murviel-lès-Montpellier település Franciaországban, Hérault megyében. Lakosainak száma 2002 fő (2022. január 1.). Murviel-lès-Montpellier Montarnaud, Pignan, Saint-Georges-d’Orques és Saint-Paul-et-Valmalle községekkel határos.

## Népesség
A település népességének változása:
| Lakosok száma | 424  | 687  | 935  | 1602 | 1888 | 1900 | 1883 | 1863 | 1856 | 2002 |
|               | 1968 | 1982 | 1990 | 2006 | 2013 | 2015 | 2017 | 2019 | 2020 | 2022 |